# Hospital de Emergencias Dr. Clemente Álvarez
El Hospital de Emergencias "Dr. Clemente Álvarez" (HECA) es un efector municipal, de 3.º nivel de complejidad, ubicado en la ciudad de Rosario, Argentina.
Funciona como hospital general de agudos y centro de emergencias y trauma de alta complejidad, con capacidad de resolución de cuadros traumáticos y no traumáticos y de patologías agudas clínico-quirúrgicas.
Es reconocido, además, como "Hospital Escuela", ya que interviene en la capacitación de profesionales del área de salud en las diferentes disciplinas, especialmente con alumnos de la Universidad Nacional de Rosario y otras instituciones académicas privadas.

## Historia

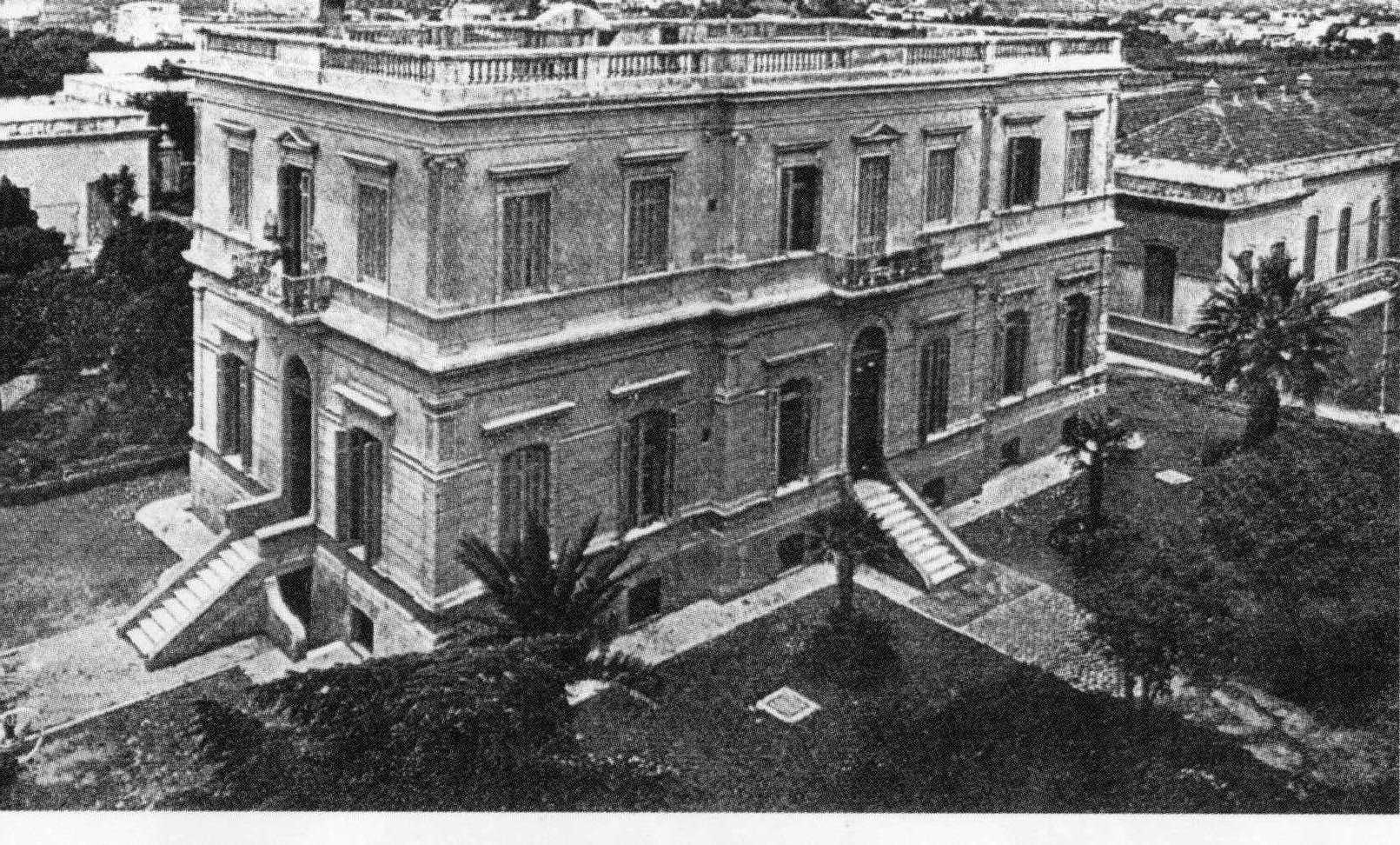
Edificio del viejo Hospital Rosario.

El 2 de julio de 1897, el Concejo Deliberante de Rosario aprueba el proyecto del intendente Alberto J. Paz, para adquirir el predio comprendido entre las calles Libertad (Sarmiento en la actualidad), América (Rueda en la actualidad), Progreso (Mitre en la actualidad) y Virasoro, para la construcción del primer Hospital.
Tras la aprobación del cuerpo legislativo el 24 de octubre del mismo, se coloca la piedra fundamental del nuevo efector público. 
Fue inaugurado el 24 de junio de 1898 con el nombre de Hospital Rosario. Estaba reservado para la atención de mujeres y niños. 
Las primeras áreas que se construyeron fueron:
- Casa de Administración.
- Pabellón de Maternidad.
- Dos Salas de Niños.
- Lavaderos y desinfecciones.

Según los primeros datos estadísticos, el primer parto se realizó en julio del 1898.
Con el paso de los años, se abrirían nuevas salas y pabellones debido al incipiente crecimiento de la ciudad por las inmigraciones de la década de 1910.
El 30 de diciembre de 1948 se designó con el nombre de Profesor Doctor Clemente Álvarez la sala II del Hospital Rosario, y el 25 de noviembre de 1949 se impuso la redesignación del antiguo Hospital Rosario como Hospital Doctor Clemente Álvarez en honor al ilustre médico fallecido el 22 de julio de 1948.
En 1956 se creó el servicio de Cardiología y dos años después se inauguró el Pabellón N.º 2, y en el año 1966 se habilitó la sala de cirugía totalmente equipada para la época.
Los antecedentes del hospital como centro de atención de emergencias surgen en 1976. Dos años más tarde se anunció el proyecto de creación de un hospital de emergencias, justificado por la Copa Mundial de Fútbol de 1978 de la cual la ciudad participó como Subsede.
El 27 de abril de 1978 queda inaugurada la obra bajo el nombre actual de Hospital de Emergencias "Dr. Clemente Álvarez" se proyecta entonces como un hospital de Emergencia, Trauma y Alta Complejidad Clínico Quirúrgica atendiendo a pacientes de la ciudad y de zonas aledañas.
El 22 de mayo de 1997 el Concejo Municipal de Rosario lo declara Institución Benemérita, al encuadrarse su actividad a los considerandos de la Ordenanza N.º 6213 por su trayectoria notable al beneficio del bienestar de la ciudad y sus habitantes, contribuyendo al desarrollo humano local y al progreso urbano.
A mediados del 2007 concluye la construcción de las nuevas instalaciones, emplazadas entre las calles Av. Pellegrini, Cochabamba, Crespo y Vera Mujica. Se realizan las pruebas en vacío, sin pacientes, para la puesta a punto de todo el instrumental y servicios.
Finalmente en abril de 2008 se efectúa el traslado de todas las áreas y el personal del hospital al nuevo edificio y comienza la prestación de servicios.

## Servicios
Como efector de alta complejidad, el HECA, resuelve problemáticas de salud de la ciudad y de la región. Es un centro de referencia para el tratamiento de emergencia de causas externas y, además se desarrollan en su ámbito, docencia de posgrado e investigación clínica y epidemiológica.
La Guardia de Emergencia dispone de:
- Salas de reanimación-shock room
- Consultorios
- Salas de observación

Además, funcionan las 24 horas:
- Laboratorio
- Radiología
- Ecografía
- Tomografía computada
- Guardias: cirugía, clínica médica, traumatología y ortopedia, neurocirugía, ginecología, urología, anestesiología, gastroenterología, entre otros

El área de Cuidados Críticos comprende terapia intensiva, unidad coronaria y unidad de quemados. Es la única área de quemados de servicio público de la ciudad y la región.
El HECA forma parte del Programa Federal de Procuración de Órganos (INCUCAI y CUDAIO) y ha sido uno de los hospitales con mayor crecimiento en la procuración de órganos en el país.

## Infraestructura
La inversión destinada al edificio, que ocupa una superficie cubierta de 2,2 ha (en total 1,3 ha más que el antiguo Hospital) alcanza los $ 45 millones. La obra fue financiada por el Banco Interamericano de Desarrollo (BID), con el apoyo del Programa de las Naciones Unidas para el Desarrollo (PNUD) a través del Programa de Grandes Aglomerados Urbanos del Interior.

## Características
- 155 camas, 23 más que el efector anterior.
- Las mayoría de las habitaciones son dobles, las habitaciones individuales están destinadas a pacientes que necesiten estar aislados y todas tienen baño privado.
- La Terapia Intensiva dispone de 24 camas, duplicando la disponibilidad del viejo hospital.
- La Unidad Coronaria tiene un 40 % más de capacidad.
- El área de internación de Quemados cuenta con 6 camas, 56 camas en Cuidados Intermedios y 52 de Baja Complejidad.
- Un aparato de Resonancia Magnética Nuclear Abierto, un Tomógrafo Bihelicoidal Multislide, tres equipos de Rayos digitales y tres Ecógrafos.
- El novedoso sistema de diagnóstico por imágenes, único en la región, permite ver en tiempo real las imágenes que se producen en las distintas áreas del hospital.
- Entre otros elementos de seguridad para enfrentar las consecuencias de una catástrofe, cuenta con un sofisticado sistema de alarmas, detectores de incendio, salidas de emergencias dobles y muros corta llamas, capaces de resistir dos horas de fuego.
- Supera los 900 trabajadores funcionando a pleno.

El área de Terapia Intensiva cuenta con 10 camas equipadas con monitoreo multiparamétrico. Tiene 12 respiradores, equipos para monitoreo neurointensivo (doppler transcraneal y monitoreo de la presión intracraneana), hemodinámico y respiratorio. Este servicio calificó “Nivel 1“ de acuerdo a la Resolución del Ministerio de Salud de la Nación RM 318/01 del programa nacional de garantía de calidad de la atención médica.
SITIO WEB:      www.hospitalheca.org ----  www.fundacionheca.org.ar/hospital  ---- www.fundacionheca.org.ar